# キプロス国鉄
キプロス国鉄（英語: Cyprus Government Railway, CGR，ギリシア語: Κυπριακός Κυβερνητικός Σιδηρόδρομος, ΚΚΣ，トルコ語: Kıbrıs Demiryolu İşletmesi）はかつてキプロスに存在した国有鉄道。762mmの狭軌鉄道で、総延長122km、駅数39駅で1905年10月から1951年12月の間運行されていた。1951年のキプロス国鉄廃業後も、一部支線は1974年までキプロス鉱山会社により運行が行われていた。
現在キプロス島内（キプロス共和国および北キプロス・トルコ共和国）に鉄道は存在しない。

## 路線

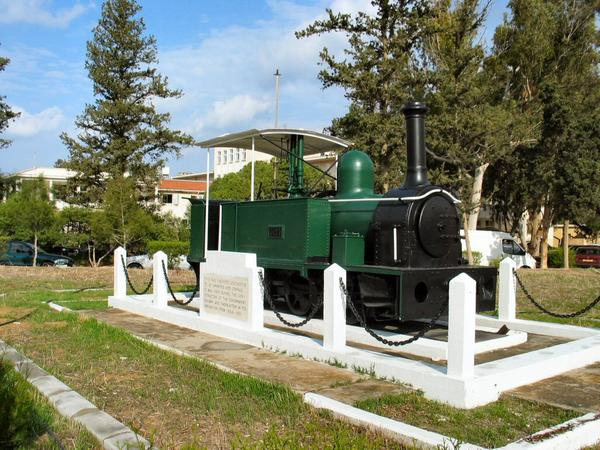
ファマグスタ駅跡の蒸気機関車

路線の大部分は現在の北キプロス・トルコ共和国領内（キプロス島北部）の主要都市間を結ぶものであった。
Harbour Section
ファマグスタ Varosha駅 - ファマグスタ港駅 ： 延長1.6km
Section 1
ファマグスタ Varosha駅 - ニコシア駅 ： 延長58km, 1905年10月21日開業
Section 2
ニコシア駅 - ニコシア空港 - モルフォウ駅（Morphou） ： 延長39km, 1907年3月31日開業
Section 3
モルフォウ駅 - エフルホウ駅（Evrychou） ： 延長24km, 1915年6月14日開業

## 車両

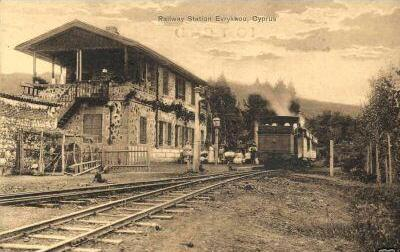
エフルホウ駅

### 蒸気機関車
- No.1 – 0-6-0T （ハンスレット・エンジン（英語版）社製）
- No.11 から No.12 – 4-4-0 （ナスミス・ウィルソン社製）
- No.21 から No.23 – 2-6-0 （ナスミス・ウィルソン社製）
- No.31 から No.32 – 2-6-2T （ナスミス・ウィルソン社製）
- No.41 から No.44 – 4-8-4T （キストン・アンド・カンパニー（英語版）社製）

### 客車
- Wickham trolley 6両
- Drewry Car Co.製 3両